# Krankenhauszukunftsgesetz
Das Krankenhauszukunftsgesetz (KHZG) ist ein deutsches Artikelgesetz. Es ändert das Krankenhausfinanzierungsgesetz, die Krankenhausstrukturfonds-Verordnung, das Fünfte Buch Sozialgesetzbuch, das Elfte Buch Sozialgesetzbuch, das Krankenhausentgeltgesetz, die Bundespflegesatzverordnung, das Familienpflegezeitgesetz, das Pflegezeitgesetz und das Bundeskindergeldgesetz.

## Inhalt
Das Gesetz dient der Förderung einer qualitativ hochwertigen und modernen Gesundheitsversorgung und der Bewältigung der COVID-19-Pandemie. Es betrifft die Finanzierung von Investitionsmaßnahmen im Krankenhausbereich. Im Regelfall ist diese nach dem Prinzip der dualen Finanzierung Aufgabe der Länder, da aber durch einen Rückgang der Mittel der Länder für Krankenhausinvestitionen seit Beginn der 1990er Jahre sukzessive eine Lücke entstanden ist, soll das Gesetz vor allem die Digitalisierung und eine moderne technische Ausstattung der Krankenhäuser fördern. Die mit dem Gesetz einhergehenden Modernisierungsmaßnahmen bilden für Krankenhäuser die Basis, auch nach dem Investitionsprogramm weitere technische Optimierungsmöglichkeiten zu realisieren. Im Rahmen des Krankenhauszukunftsgesetzes (KHZG) stellt der Bund Fördermittel in Höhe von 3 Milliarden Euro zur Verfügung, die Länder 1,3 Milliarden Euro. Diese sollen für moderne Notfallkapazitäten und die Digitalisierung von Krankenhäusern verwendet werden.
Das KHZG sieht vor, beim Bundesamt für Soziale Sicherung einen Krankenhauszukunftsfonds (KHZF) einzurichten. Ab dem 1. Januar 2021 werden dem KHZF durch den Bund 3 Milliarden Euro über die Liquiditätsreserve des Gesundheitsfonds zur Verfügung gestellt. Die Länder oder die Krankenhausträger ergänzen zusätzliche 30 Prozent der jeweiligen Investitionskosten (1,3 Milliarden Euro, für ein Gesamtvolumen von 4,3 Milliarden Euro). Krankenhausträger können ihren Förderbedarf bei den Ländern anmelden. Bis zum 31. Dezember 2021 können die Länder Förderanträge an das Bundesamt für Soziale Sicherung stellen. Bis dahin nicht beantragte Bundesmittel werden bis Ende 2023 an den Bund zurückgeführt.
Die folgenden Fördertatbestände werden in § 19 Abs. 1 der Krankenhausstrukturfonds-Verordnung ausgewiesen:
- Fördertatbestand 1: Notaufnahme
- Fördertatbestand 2: Patientenportal
- Fördertatbestand 3: Pflege- und Behandlungsdokumentation
  - Vorhaben für eine digitale Pflege- und Behandlungsdokumentation
  - Vorhaben zur automatisierten und spracherkennungsbasierten Dokumentation von Pflege- und Behandlungsleistungen
- Fördertatbestand 4: Entscheidungsunterstützung
- Fördertatbestand 5: Medikationsmanagement
- Fördertatbestand 6: Krankenhausinterner digitaler Leistungsprozess
- Fördertatbestand 7: Leistungsabstimmung und Cloud-Computingsysteme
- Fördertatbestand 8: Versorgungsnachweissystem Betten
- Fördertatbestand 9: Telemedizinische Netzwerke, informations- & kommunikations-technische und robotikbasierte Anlagen, Systeme oder Verfahren
- Fördertatbestand 10: IT- und Cybersicherheit
- Fördertatbestand 11: Anpassung von Patientenzimmern bei Epidemien

Eine Besonderheit ist, dass förderfähige Krankenhäuser, die keine Digitalisierung der oben genannten Fördertatbestände 2–6 bis 2025 durchführen, mit einer Minderung ihrer Krankenhausfinanzierung rechnen müssen. Diesen Krankenhäusern drohen bis zu 2 % Abschlag vom Rechnungsbetrag eines jeden voll- sowie teilstationären Falles (§ 5 Abs. 3h KHEntgG). Weist ein Krankenhaus nach, dass es den Wechsel seines Krankenhausinformationssystems (KIS) oder des Klinischen Arbeitsplatzsystems (KAS) beauftragt hat oder sich mit einem entsprechenden Projekt in der Umsetzung befindet, entfällt für die Dauer des Projektes dieser Abschlag vom Rechnungsbetrag.